# Hohentengen
Hohentengen – miejscowość i gmina  w Niemczech, w kraju związkowym Badenia-Wirtembergia, w rejencji Tybinga, w regionie Bodensee-Oberschwaben, w powiecie Sigmaringen, wchodzi w skład związku gmin Mengen. Leży w Górnej Szwabii, nad rzekami Ostrach i Friedberger Bach, ok. 15 km na południowy wschód od Sigmaringen.